# Mesonychia
Mesonychia (średnie szpony) – wymarły rząd średniej wielkości i dużych mięsożernych ssaków, których bliskimi krewnymi są parzystokopytne, a także walenie. Niektórzy naukowcy grupują te ostatnie z Mesonychia w jedną grupę Cete.
Zwierzęta te pojawiły się we wczesnym paleocenie. Grupa skurczyła się w eocenie i wymarła całkowicie, gdy ostatni rodzaj, Mongolestes, zniknął we wczesnym oligocenie. Omawiana tu grupa prawdopodobnie narodziła się w Azji, gdzie ich najbardziej prymitywny przedstawiciel, Yangtanglestes, pojawił się we wczesnym paleocenie. Grupa ta była także najbardziej zróżnicowana w Azji i spotykana tam we wszystkich wczesnych faunach paleoceńskich. Od kiedy inni mięsożercy, jak prakopytne i pradrapieżne, stały się rzadsze lub w ogóle zniknęły, zaczęła się w paleoceńskiej Azji dominacja grupy Mesonychia we wszystkich niszach ekologicznych dużych drapieżników. Jeden z rodzajów, Dissacus, we wczesnym paleocenie rozprzestrzenił się w Ameryce Północnej. Było to zwierzę wielkości szakala, którego szczątki odnaleziono na całej półkuli północnej. Natomiast jego siostrzany rodzaj Ankalagon ze środkowego paleocenu z Nowego Meksyku był wiele większy, osiągając rozmiary dzisiejszych niedźwiedzi. Gatunki zaś z późniejszego rodzaju Pachyaena wkroczyły do Ameryki Północnej na samym początku eocenu, po czym zwiększyły znacząco swą wielkość, przerastając nawet ankalagona. Mesonychia były największymi drapieżnymi ssakami Ameryki Północnej od paleocenu aż do środkowego eocenu.

## Opis
Grupę tę cechowało silne, aczkolwiek powierzchowne podobieństwo do wilków. Wcześni przedstawiciele posiadali po 5 palców na kończynie. Kończyna prawdopodobnie podczas marszu spoczywała płasko na podłożu (stopochodność). Późniejsze formy miały już 4 palce zakończone małymi kopytkami, a ich palce coraz lepiej przystosowane były do biegu. Jak biegające parzystokopytne, podczas chodzenia ci członkowie Mesonychia (np. Pachyaena) opierali się na palcach (palcochodność). Te "kopytne wilki" były prawdopodobnie najważniejszymi drapieżnymi zwierzętami w paleoceńskich i eoceńskich ekosystemach Europy (będącej w tym czasie archipelagiem)Azji (niepołączonej z innymi kontynentami) i Ameryki Północnej, aczkolwiek nie można też wykluczyć, że były one padlinożercami. Uzębienie tych zwierząt składało się z trzonowców tworzących pionowe nożyce, a także mniejszych, przypominających brzeszczot, nie posiadały jednak typowych dla drapieżnych zębów, u tych drugich rozwijających się z ostatnich przedtrzonowców. Trzonowce były sprężone bocznie i stępione, więc prawdopodobnie nieużywane do cięcia mięsa czy kruszenia kości. Podejrzewa się, że wiele gatunków żywiło się rybami, a największe spożywały padlinę.

## Filogeneza
Grupa długo przypisywana była do kreodontów, teraz jednak poglądy zrewidowano i klasyfikuje się ją jako oddzielny rząd Mesonychia zwany we wcześniejszych publikacjach Acreodi albo też zalicza się ją do rzędu prakopytnych. Prawie wszyscy przedstawiciele byli średnio więksi od eoceńskich kreodontów i gatunków grupy Miacoidea. Do Mesonychia zaliczany bywa azjatycki rodzaj Andrewsarchus, jeden z największych lądowych drapieżnych ssaków (jego czaszka mierzyła prawie metr długości, jest więc większa od należącej do największego dziś drapieżnika lądowego, niedźwiedzia kodiaka). Andrewsarchus jest jednak znany jedynie z nielicznych skamieniałości, w związku z czym jego pozycja filogenetyczna jest niepewna; szereg analiz kladystycznych z ostatnich lat sugeruje, że w ogóle nie należał on do Mesonychia, lecz był taksonem siostrzanym do parzystokopytnych lub wręcz przedstawicielem kladu Cetartiodactyla, być może blisko spokrewnionym m.in. z rodziną Entelodontidae i rodzajem Indohyus.

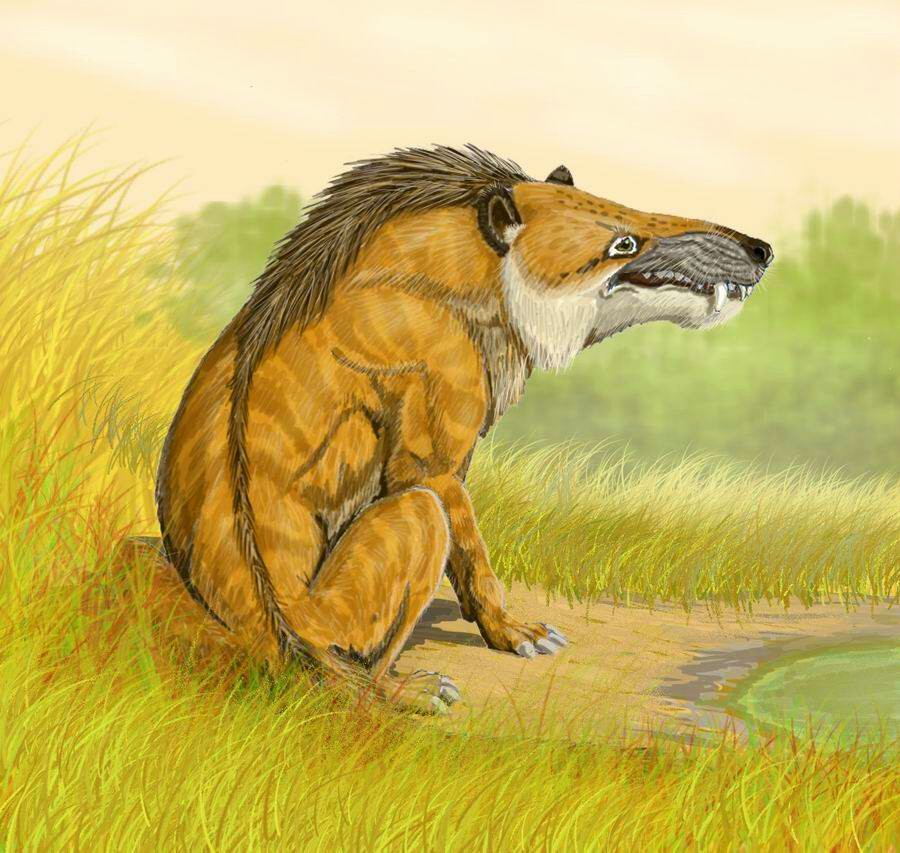
Andrewsarchus zrekonstruowany jako przedstawiciel grupy Mesonychia

Mesonychia obejmują rodziny Mesonychidae i Hapalodectidae. Grupę o nazwie Triisodontidae lub Triisodontinae część autorów uważa za podrodzinę w obrębie rodziny Arctocyonidae, uznając je jednocześnie za możliwych przodków Mesonychia, inni zaś klasyfikują ją jako osobną rodzinę w obrębie Mesonychia. Niektóre analizy kladystyczne sugerują, że wbrew wcześniejszym przypuszczeniom Mesonychia nie były jednak blisko spokrewnione z Arctocyonidae, w związku z czym niepewna stała się pozycja filogenetyczna Triisodontidae/Triisodontinae; niektóre analizy kladystyczne sugerują ich bliskie pokrewieństwo z Arctocyonidae, inne sugerują, że były one siostrzane do kladu tworzonego przez Mesonychia i walenie, zaś jeszcze inne sugerują, że nie były one blisko spokrewnione ani z Arctocyonidae, ani z Mesonychia.
Przedstawiciele grupy Mesonychia posiadają niezwykły ząb trzonowy przypominający ten spotykany u waleni, szczególnie zaś u prawaleni. Podobne są także czaszki i inne cechy morfologiczne. W związku z tym podejrzewano, że wśród omawianego tu rzędu należy szukać przodka waleni. Dobrze zachowane pozostałości dolnych kończyn prehistorycznych waleni, podobnie, jak obecne badania filogenetyczne, świadczą o bliższym pokrewieństwie tych ostatnich z hipopotamowatymi i innymi parzystokopytnymi, co jest zgodne z badaniami molekularnymi. Obecnie więc większość naukowców wątpi w to, że Mesonychia był przodkami wielorybów i delfinów, za to mogą one mieć wspólnego przodka z rodziną Anthracotheriidae, obejmującą przodków dzisiejszych hipopotamów. Niektórzy naukowcy uważają, że walenie, Anthracotheriidae i hipopotamowate wywodzą się od Mesonychia. W każdym razie powszechnie uważa się, że same Mesonychia pochodzą od prakopytnych, u których to ssaków jako pierwszych pojawiły się kopytka, a szerzej zalicza się je do nadrzędu Laurasiatheria.
Przemiana omawianej grupy w walenie była uważana za prostą do prześledzenia na podstawie materiału kopalnego. Mesonychia bowiem zamieszkiwały okolice przybrzeżne, polując zarówno na lądzie, jak i na płyciznach. Nie jest więc specjalnie trudno sobie wyobrazić, jak takie stworzenia przechodzą większą specjalizację, by powrócić w końcu do oceanu. Pośrednie formy waleni, jak Ambulocetus czy Pakicetus, bardzo przypominają Mesonychia, posiadając funkcjonujące nogi i podobne uzębienie. Pakicetus wygląda podobnie do członków opisywanego tu rzędu, aczkolwiek jego głowa bardziej przypomina tą spotykaną u jego późniejszych krewnych. Ambulocetus także nie różnił się od nich zbytnio w wyglądzie, ma jednak płetwowate kończyny. Czuł się już raczej lepiej w wodzie niż na lądzie, jak dzisiejsze fokowate czy wydry. Od niego jest łatwo prześledzić linię aż do współczesnych przedstawicieli waleni:
Sinonyx (lądowy) → Pakicetus (pływa okazjonalnie) → Ambulocetus natans (głównie pływa) → Rodhocetus (wiosłowate zredukowane tylne kończyny) → Basilosaurus (tylne kończyny szczątkowe) → Dorudon

## Kryptozoologia
Mesonychia wyginęły we wczesnym oligocenie, ale istnieją rzadkie, niepotwierdzone doniesienia o napotkaniu przypominającego psa lub kota drapieżnika z kopytami. Jednym z przykładów jest bestia z Gévaudan, którą świadkowie opisywali jako dużego wilka posiadającego raczej kopyta niż łapy.